# Sistemas bioinspirados
Los sistemas bioinspirados son sistemas construidos por medio de hardware configurables y sistemas electrónicos que emulan la forma de pensar, el modo de procesar información y resolución de problemas de los sistemas biológicos.
Para diseñar estos sistemas, además de utilizar la computación numérico-simbólica, se usan otro tipo de métodos como las redes neuronales artificiales, la lógica difusa y la computación evolutiva.

## Redes neuronales artificiales
Las redes neuronales artificiales, son sistemas que tratan de imitar las redes naturales neuronales. Fueron creadas después de observar que el cerebro procesa información de un modo muy diferente a como lo hacen los computadores digitales. Además, se calcula que el cerebro contiene una eficiencia energética (medida en julios por operación por segundo)1010 veces superior a los computadores más potentes existentes actualmente.
El objetivo de las redes neuronales artificiales es construir sistemas que sean capaces de aprender, generalizar y resolver problemas a los que hoy en día no pueden dar solución los computadores convencionales. Se valora que las características de estos sistemas se parezcan al de los seres vivos, tales como la computación asíncrona masivamente paralela, comportamientos tolerantes de fallos y funcionamiento en tiempo real incluso en entornos complejos y cambiantes.

## Lógica difusa
La lógica difusa es la lógica que utiliza expresiones que no son totalmente ciertas ni completamente falsas, es decir la lógica aplicada a conceptos que pueden tomar un valor cualquiera en un intervalo de valores que se encuentran entre los extremos de la verdad absoluta y de la falsedad total. Los sistemas difusos nacen de la observación de que el cerebro toma decisiones acertadas procesando información no totalmente precisa.

## Computación evolutiva
La computación evolutiva interpreta la naturaleza como una máquina de resolución de problemas de optimización, reconocimiento y de búsqueda. Dentro de este campo hay que mencionar los algoritmos genéticos que es una técnica de resolución de problemas inspirada en los seres vivos. Parten de la observación de que los animales y las plantas, en su evolución han sido capaces de adaptarse a los cambios en su entorno, modificando su forma de vida o incluso su estructura.

## Aplicaciones
Los sistemas bioinspirados tienen multitud de aplicaciones como:

### Visión artificial
La visión artificial trata de crear sistemas capaces de interpretar imágenes con las cuales tomar decisiones. Los dispositivos electrónicos para la visión se llevan probando desde 1996. En la actualidad se está trabajando con chips y sensores de píxeles muy utilizados hoy en día por las cámaras digitales. Una de las razones por las que se creó la visión artificial es la de ayudar y facilitar la vida a las personas invidentes y tetrapléjicas. Uno de los más famosos fue el que consiguió que un paciente moviera el cursor del ordenador con sólo desearlo.

### Narices electrónicas
Estos sistemas no están tan desarrollados como la visión artificial, sin embargo, se ha avanzado bastante.
Las narices electrónicas estás formadas por sensores químicos, que detectan los compuestos gaseosos y los identifica a través de un sistema que relaciona con las características del olor medido. En esta etapa, intervienen análisis estadístico de olores, correlación con los datos de la emisión y discriminación de los diferentes olores.

### Otras
Una de las posibles aplicaciones que han analizado los científicos ha sido la de crear computadores capaces de transmitir olores por medio de internet. Para implantar dicha técnica, los computadores tendrían que tener integrado unos sensores químicos como los que usan las narices electrónicas.
Además, se podría utilizar en campos como la detección de bacterias causantes de enfermedades, en la industria alimentaria para detectar alimentos en mal estado, contaminados, con conservantes etc. Por último, se podría aplicar en el cuidado medioambiental para controlar emisiones de sustancias contaminantes.